# Stary Olsztyn
Stary Olsztyn (niem. Alt Allenstein) – osada w Polsce, położona w województwie warmińsko-mazurskim, w powiecie olsztyńskim, w gminie Purda.
W miejscowości funkcjonuje klub piłkarski Błękitni Stary Olsztyn.

## Nazwa
17 października 1949 r. ustalono urzędową polską nazwę miejscowości – Stary Olsztyn, określając drugi przypadek jako Starego Olsztyna, a przymiotnik – staroolsztyński.

## Historia
W miejscu lokalizacji miejscowości kapituła warmińska planowała założyć miasto, ale ostatecznie zmieniono lokalizację na bardziej obronne miejsce, w zakolu rzeki Łyny (Olsztyn). Wieś lokowana w 1342 r. W wyniku kupna w 1404 r. Stary Olsztyn włączony został do wsi Jaroty. W Starym Olsztynie mieściła się siedziba strażnika leśnego.
W 1928 r. majątek ziemski Stary Olsztyn przyłączono do gminy Szczęsne.
W latach 1975–1998 miejscowość należała administracyjnie do województwa olsztyńskiego.

## Ludzie związani z miejscowością
W Starym Olsztynie urodził się Marek Jackowski – muzyk rockowy, gitarzysta, kompozytor, założyciel zespołu Maanam.